# Rkt (Software)
rkt (ausgesprochen wie „rocket“) ist eine Open-Source-Software, die dazu verwendet werden kann, Anwendungen mithilfe von Betriebssystemvirtualisierung in Containern zu isolieren. Sie steht in Konkurrenz zu Docker.
rkt vereinfacht die Bereitstellung von Anwendungen, weil sich Container, die alle nötigen Pakete enthalten, leicht als Dateien transportieren und installieren lassen. Container gewährleisten die Trennung und Verwaltung der auf einem Rechner genutzten Ressourcen.

## Hintergrund
rkt wurde als eigenständige Alternative zu Docker entwickelt. Es befindet sich in einer stetigen Weiterentwicklung und kann auch von Container Management Lösungen wie Kubernetes benutzt werden. Aber auch auf einzelnen Systemen kann sie wie Docker eingesetzt werden.
Die Hauptunterschiede zu Docker waren in der Anfangsphase noch recht hoch, jedoch hat Docker viele der fehlenden Features mittlerweile aufgeholt.
rkt kann direkt in Kubernetes integriert werden.

## Ende der Entwicklung
Am 5. Februar 2020 hat das Team in Form eines git-Issues der Community mitgeteilt, dass die Weiterentwicklung von rkt im Rahmen des aktuellen Projekts und unter dem neuen Besitzer Red Hat eingestellt wird.

## Features

### Zusammensetzbarkeit
Der Unix-Tool-Philosophie folgend besteht rkt aus einer einzigen ausführbaren Datei, die sich in Initsysteme, Skripte und komplexere DevOps Pipelines integrieren lässt.

### Anpassbare Isolation
Das Level der Isolation des Prozesses kann individuell angepasst werden zusammen mit Plugins aus der Laufzeitumgebung.

### Pods
Die kleinste Einheit ist ein Pod, der eine Gruppe von Containern mit geteilten Ressourcen sein kann.